# Słupianka (wąwóz)

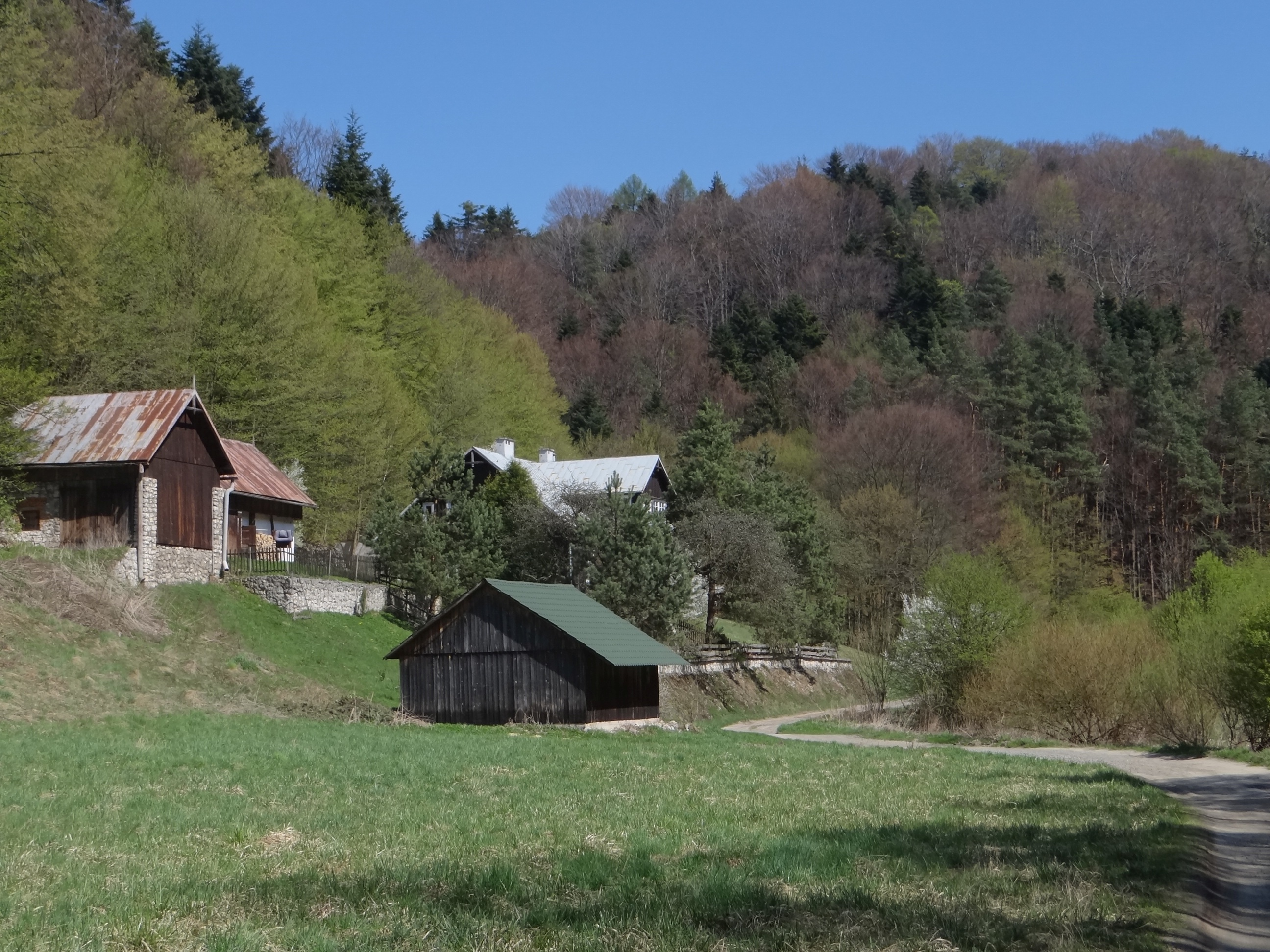
Wylot wąwozu Słupianka do Doliny Sąspowskiej

Słupianka – wąwóz w Ojcowskim Parku Narodowym (OPN). Jest bocznym, orograficznie lewym odgałęzieniem Doliny Sąspowskiej. Uchodzi do niej około 400 m na wschód od wylotu wąwozu Koziarnia. Do 1984 roku wąwozem tym biegł żółty szlak turystyczny do Pieskowej Skały. Później szlak ten poprowadzono w górę Doliny Sąspowskiej.
Jest to suchy wąwóz. Jego dolną część znajdującą się w obrębie Ojcowskiego Parku Narodowego porasta las. Część górna to pola uprawne i łąki wsi Wola Kalinowska. Dnem wąwozu biegnie droga gruntowa, wyżej przechodząca w ścieżkę. Ścieżka ta wychodzi na wierzchowinę Wyżyny Ojcowskiej i łączy się z asfaltową drogą do Ojcowa. 
We wschodnim zboczu wąwozu Słupianka znajdują się dwie wapienne skały: Diabli Młyn i Grobelne Skały.

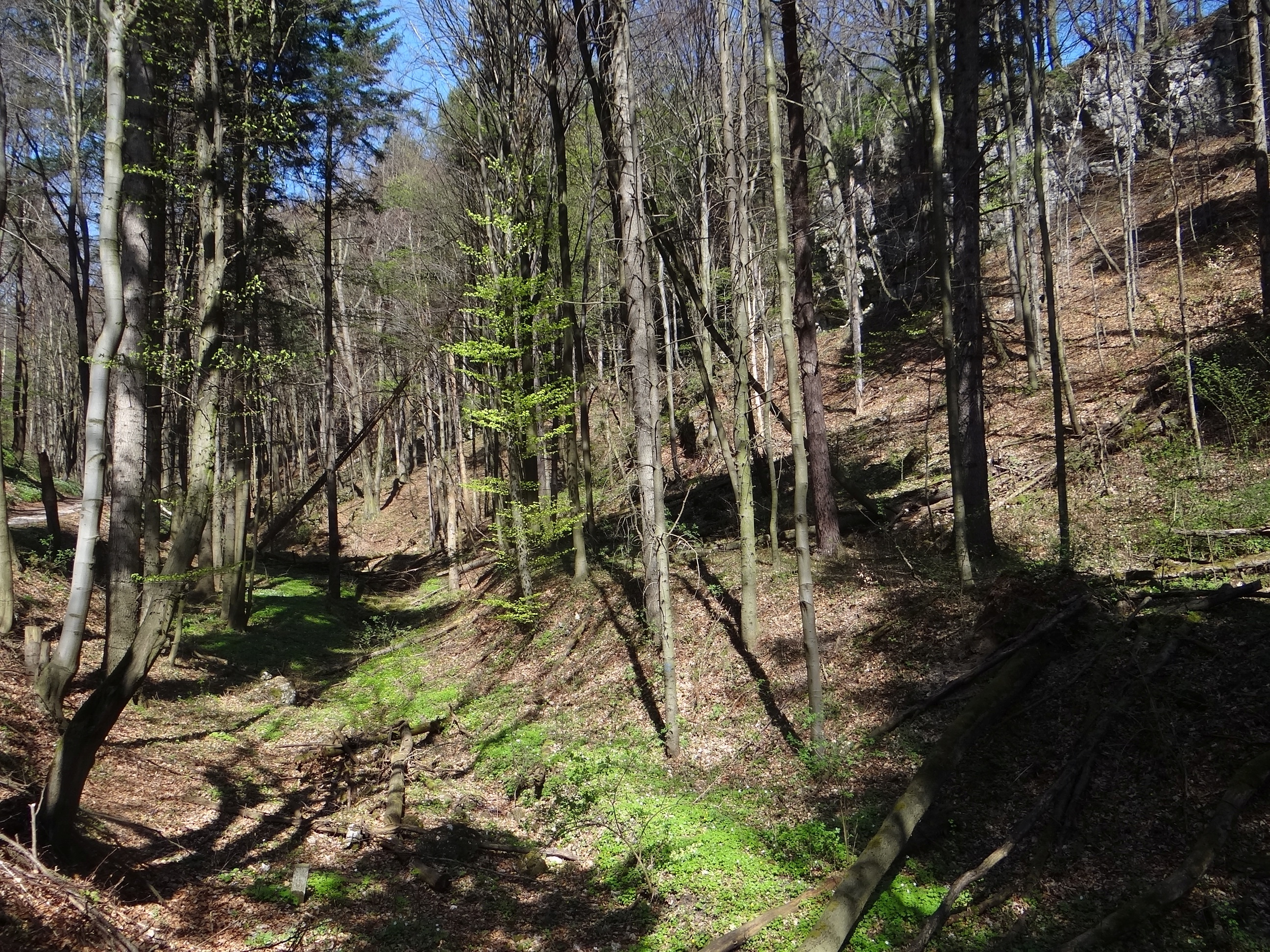
Dolna część wąwozu